# Moritz Ruckhaeberle

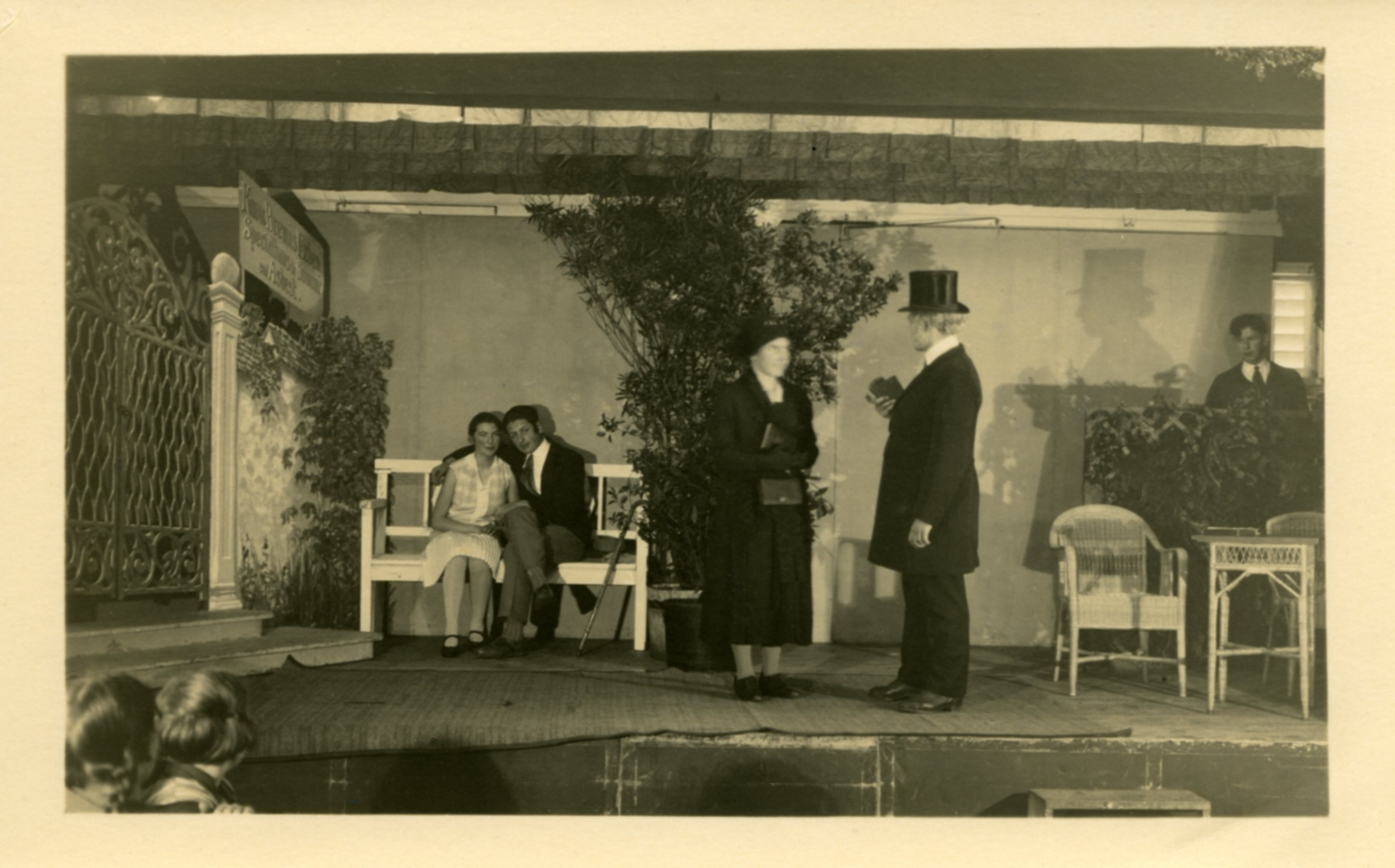
Theateraufführung D'Renommier-Taffäre von Moritz Ruckhaeberle (1928)

Moritz Ruckhaeberle, auch Moritz Ruckhäberle (* 12. Februar 1881 in Basel; † 17. Oktober 1959 ebenda), war ein Schweizer Kaufmann, Schauspieler und Bühnenautor, der baseldeutsche Stücke schrieb.

## Leben

### Familie
Moritz Ruckhaeberle war der Sohn des aus Ulm eingewanderten Kaufmanns Moritz Otto Ruckhaeberle und dessen Ehefrau Emma Rosalie (geb. Bulacher).
Er war seit 1928 mit Elsa, Tochter des Emil Schwob, verheiratet, die auch als Laienschauspielerin auftrat.

### Werdegang
Moritz Ruckhaeberle war Giessereitechniker und betätigte sich in Basel als Kaufmann, so hatte er unter anderem die Generalvertretung für die Schweiz für die Schamottfabrik Tonwerk Biebrich AG in Biebrich bei Wiesbaden.

### Schriftstellerisches und schauspielerisches Wirken
Moritz Ruckhaeberle gehörte zur Kerntruppe des 1917 von Jakob Bührer, August Schmid (1877–1955) und Emil Gyr (1879–1951) gegründeten Jakob Bührer-Ensemble, das sich 1918/1919 in Freie Bühne Zürich umbenannte.
Er trat als Laienschauspieler in dem Verein Quodlibet auf und wurde bekannt mit der Rolle des Nationalrats Steggli im Stück Das Volk der Hirten, das Jakob Bührer für das Heimatschutztheater schrieb; er war auch beliebt in den Vonderparasarelin-Rollen der Stücke von Dominik Müller.
Von 1922 bis 1927 schrieb er baseldeutsche Lustspiele für das Quodlibet und in den folgenden Jahren für die von ihm 1925 mitgegründete Baseldytschi Bihni, unter anderem 1922 D’Blagier-Dafele, 1924 D’r goldig Lychtsinn und 1925 E gueti Partie; vorher nannte sich die Bühne Dramatische Gesellschaft Basel und spielte ausschliesslich hochdeutsche Stücke. Die Baseldytschi Bihni führt bis heute auf.
Dazu verfasste er 1924 mit Die wyssi Lilie und 1926 mit Die wohri Läbesfraid verschiedene Singspiele. Seine Stücke wurden auch im Radio als Hörspiele gesendet; er wirkte aber auch, gemeinsam mit seiner Ehefrau, als Hörspielsprecher mit.
Er führte Regie in Riehen im Kettenacker-Verein Riehen, der 1918 vom Pfarrer Ludwig Emil Iselin (1861–1925) als Konfirmatenverein Riehen gegründet worden war und das im Dorftheater Bühnenstücke aufführte. 
1933 spielte er als Herr Johliger im Film Wie d’Wahrheit würkt (siehe auch Wie d’Warret würkt) von Walter Lesch mit; er besprach auch Grammofonplatten mit Texten wie Parkverbot oder Züri butzt.

## Mitgliedschaften
Moritz Ruckhaeberle war Mitglied des 1858 gegründeten Altbasler Vereins Quodlibet, der den Zweck hatte, als Amateurtheater durch verschiedene Kunstgattungen den Mitgliedern «fröhliche und genussreiche Abende» zu verschaffen.

## Schriften (Auswahl)
- D’Blagier-Dafele: e zimlig gmiethligs Zytbildli usere Basler Familie. Basel: Selbstverlag des Quolibet, 1922.
- Uf der Friedes-Insle: allerlai Biobachtige us em klaibirgerlige Läbe in aim Akt. Basel: Majer, 1923.
- Dr goldig Lychtsinn: allerlai Milieu-Bitrachtige in drei Aeggt. Basel: Selbstverlag des Quolibet, 1924.
- In dr Süssen Maus: e klai Stiggli firs basler Gmiet. Basel: Selbstverlag des Quolibet, 1924.
- Die wyssi Lilie: Singspiel in 1 Akt. Musik von Hermann Wetzel. Basel: Majer, 1924.
- E gueti Partie: Volkstümliche Liebeskomödie in 3 Bildern. Aarau: Sauerländer, 1925.
- s Lade-Gschbuseli: harmloses Biderburger-Bild in einem Akt. Aarau: Sauerländer, 1926.
- Die wohri Läbesfraid: ein Hoheliedlein auf Männergesang. Musik von Siegfried Kremo. Basel: Schillerbücherstube, 1926.
- Dr Baitsche-Doggter: e klais Skizzeli mit eme bitzeli Erfindig und eme weeneli Wohret derby. Zürich: Orell Füssli, 1927.
- Unterem gliche Dach. 1927.
- Moritz Ruckhaeberle; Emilie Locher-Werling: De Gallopp-Tockter. I Zürcher Mundart. Zürich: Orell Füssli, 1928.
- E suuberi Schdube: e Familie-Schdiggli usem wohre Läbe in aim Aggt. Zürich: Orell Füssli, 1928.
- Simili: Kleinbürger-Idylle in einem Akt. Aarau: Sauerländer, 1930.
- Fir d’Schluddi-Schdiftig – Einakter. 1931.
- E glaine Sindefall. 1933.
- D’Blagier-Dafele – Dialektspiel. 1933.
- Bim Babbebumenelimänt – Familienidyll in einem Akt. 1934.
- Vom Wort zur Tat: ein buntes Jubiläums-Spiel mit Gesang und Tanz aus Anlass des 70ten Geburtstages des A. C. V. beider Basel (unter Anlehnung an berühmte Zitate). Basel, 1935.
- Dr Ehrekibel. 1946.